# 巴比伦囚虏

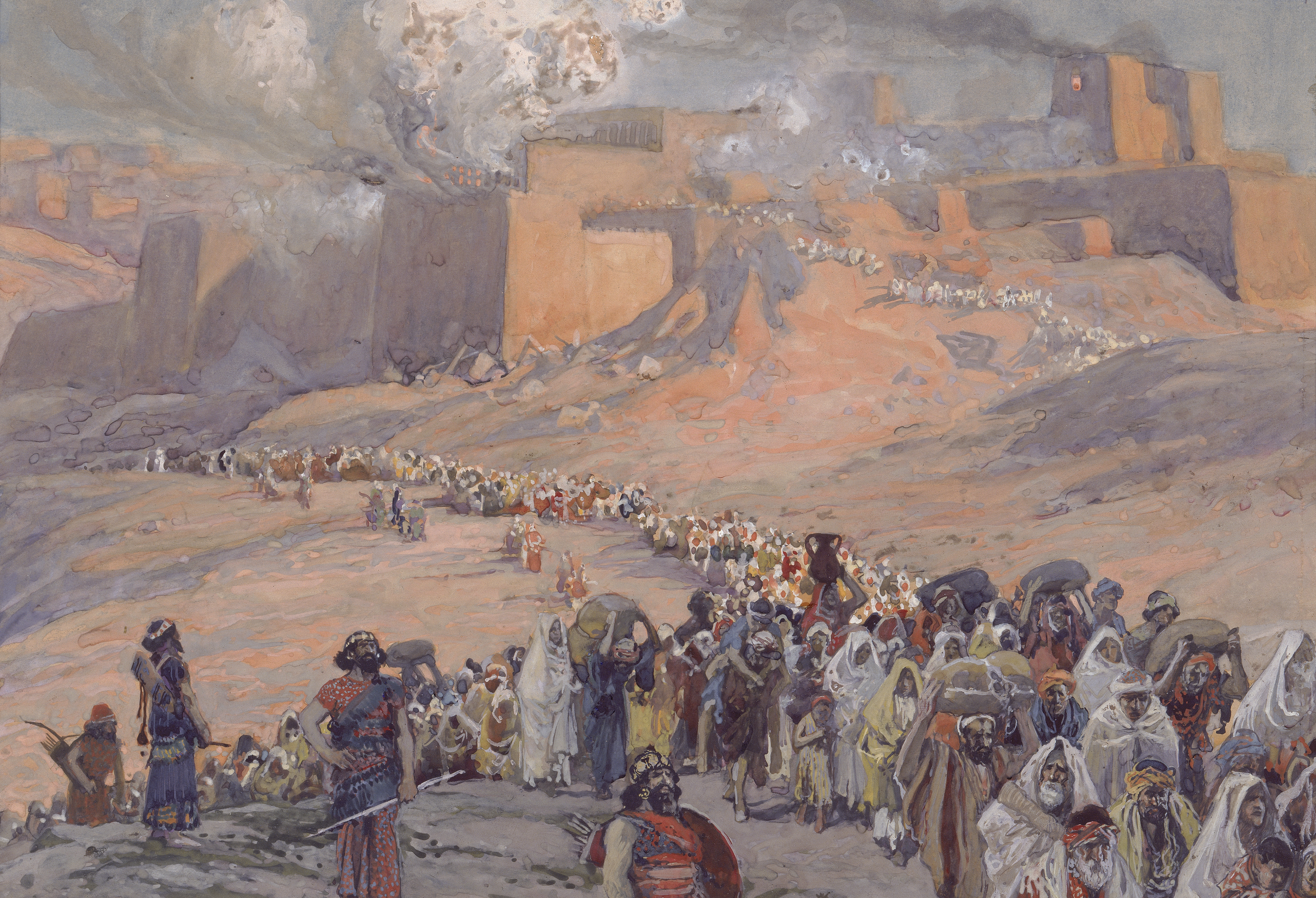
巴比伦之囚

巴比伦之囚或巴比伦囚虏是指古犹太人被掳往巴比伦的历史事件。前597至前538年期间，犹大王国被两度新巴比伦王国国王尼布甲尼撒二世征服，大批犹太富人、工匠、祭司、王室成员和平民上万人被掳往巴比伦，并囚禁于巴比伦城，这些人被称为“巴比伦之囚”。
此前就有上万名犹太人被放逐到巴比伦地区。前597年，新巴比伦王尼布甲尼撒二世率军攻克耶路撒冷，杀死犹大王约雅敬，洗劫耶路撒冷王宫和圣殿的财物。约雅敬的儿子约雅斤即位。3个月后，尼布甲尼撒二世再次破城，他将约雅斤、王母、后妃、太监，以及国中的大官、勇士、木匠、铁匠等从耶路撒冷掳到了巴比伦。
尼布甲尼撒二世立约雅斤的叔父西底家为犹大王，命其称臣纳贡。西底家背叛巴比伦王，尼布甲尼撒再次率军进攻耶路撒冷。前586年，攻陷耶路撒冷，再度洗劫圣殿，灭犹大王国。西底家弃城逃跑，在杰里科附近的平原被俘。尼布甲尼撒二世在叙利亚境内的利比拉审判西底家，并杀害了西底家众子，剜了西底家眼睛，用铜链锁着他，带到巴比伦。前581年，尼布甲尼撒二世护卫长尼布萨拉旦彻底焚毁耶路撒冷的圣殿、王宫和民宅，拆毁城墙，并掳走城中大部分百姓，只留下一些极为贫穷的人。
所罗门圣殿时期宣告结束，犹太历史进入巴比伦之囚时代。这是犹太史上的第一次大流散，生活在巴勒斯坦以外的犹太人数量开始超过本土。巴比伦之囚及其后裔被称为犹太人，犹太人逐渐成了整个犹太民族的通称。
前539年，阿契美尼德王朝国王居鲁士二世灭新巴比伦王国后，被囚掳的犹太人才获准返回家园，建立耶胡德行省，一个臣属于波斯帝国、政教合一的国家，并开启第二圣殿时期
这段历史，犹太人自称为受难时代，被囚时渴望耶和华派一个救世主来復兴国家。“巴比伦之囚”对于犹太教的宗教改革和基督教的产生了重大的影响。